# Luis Domínguez Salazar
Luis Domínguez Salzar (Monagas, Venezuela, 10 de septiembre de 1931) es un pintor venezolano. Se mudó a Caracas cuando tenía cinco años de edad. Falleció el 10 de mayo de 2008. 

## Estudios
En 1944 comienza sus estudios de bachiller en el Liceo Fermín Toro.
Para 1948 y 1958 empieza a desarrollar sus habilidades artísticas en la Escuela de Artes Plásticas y Aplicadas en la especialidad de docencia junto a Charles Ventrillon-Horber, Armando Lira, Pedro Ángel González, Rafael Ramón González y Ramón Martín Durbán. 
Además de dedicarse a sus estudios, Domínguez realizó diversos trabajos como dibujante, caricaturista e ilustrador en diversas publicaciones. Para ese entonces, el artista realizaba óleos motivado por las obras de Pablo Picasso y Vicent Van Gogh. 
Domínguez asistió al Taller Libre de Arte en 1951 y realizó su primera exposición individual en la Galería Lauro en Caracas, 1957.
Entre 1958 y 1959 hizo estudios libres de arte en Europa y Estados Unidos. Cuando regresó a su país natal se incorporó al grupo de docentes de la Escuela Cristóbal Rojas, en la que se hizo director desde 1961 hasta 1965.
Cuando comenzó con el dibujo tenía muy poca recepción y cultivó el realismo social por poco tiempo.

## Época Negra
Para 1962 inició lo que él mismo llamó "primera época negra" hasta 1966. Se caracterizaba por una marcada inclinación a lo caricaturesco y brutal. 
En 1965 fue nombrado comisionado a cargo del departamento de Artes Plásticas del Inciba. Al año siguiente se hizo director fundador de la Cinemateca Nacional.
Para 1967 vuelve a la Escuela Cristóbal Rojas como profesor en dibujo y pintura.
Posteriormente, se hace dibujante en el semanario humorístico La Sapara Panda. 
A partir de los años 70 fue influenciado por las obras de Andy Warhol y Roy Lichtenstein, por lo que empezó a usar el estilo del arte pop a sus pinturas. Así como también las formas de diseño de consumo de acuerdo a su visión del nuevo realismo. Pero después de esto, su pintura se volvió plana y usó la industrial. 
En esa misma década es nombrado jefe del departamento de formación docente de la Escuela Cirtóbal Rojas hasta 1972. 
Un año después regresó al óleo, con la pintura oscura y clara. Comenzó a sentir gusto por el realismo objetivo, frío y decorativo.

## Segunda Época Negra
Esta época comienza en 1976 cuando posteriormente realizó un viaje a Holanda y a Londres, donde realizó pasantías de estudio. Publicó un libro titulado "Cartas de la isla del Tigre", con textos e ilustraciones propias. De igual manera, publicó una ilustración titulada "El hombre más malo del mundo" de Octrova Gómez. Para 1978 editó la monografía Luis Domínguez Salazar de Rafael Delgado. Al año siguiente fue invitado al Salón Nacional del Dibujo en Venezuela, organizado por Fundarte y para ese mismo año fue nombrado miembro de la comisión reorganizadora y evaluadora de la Escuela Cristóbal Rojas.
En 1981 participó en Bienal Nacional de Artes Visuales (MBA) y en 1982 representó a su país en la IV Trienal de Pintura Realista en Bulgaria y fue nombrado presidente de la AVAP. 
Al año siguiente, recibió el Premio Nacional de Artes Plásticas y fue invitado al Premio Cristóbal Colón de Pintura en España, Madrid. Trabajó como ilustrados para el Papel Literario del Diario El Nacional. En 1984 fue nombrado director de la GAN y lo culminó seis meses después. 
En 1986 se incorporó a la colectiva de gráfica y dibujo en homenaje al 40 aniversario de la UNESCO. 
En 1987 expuso en el Centro Venezolano de Cultura (Embajada de Venezuela, Bogotá) y en el Museo de Cali (Colombia).
En 1989, el Museo de Arte La Rinconada organizó una retrospectiva de su obra que abarcaba desde 1955 hasta 1987. En esta se admira su evolución artística, desde los paisajes, las flores, y los bodegones académicos, pasando por una temática mitológica personal en la que hombres-pájaros y hombres-tigres poblaban ámbitos sombríos y sumamente atractivos, hasta llegar a la representación femenina poco abordada hasta ese momento.
En 1993 recibió el Premio Armando Reverón y presentó su serie sobre Cristóbal Colón realizada en 1992 y sus Dibujos eróticos de 1985 (AVAP).

## Estilo-Técnica
Utiliza en sus obras las líneas, sombras, volúmenes, ritmos y tramas en una forma elegante y magistral. Esto con la finalidad de resolver los problemas formales mediante el desarrollo de luces y sombras, volúmenes y planos, figuras y fondos, tonalidades y degradaciones dentro de juegos visuales que se asemejan a montajes ópticos. 
La eficacia de sus materiales fue muy admirado. Entre estos, el carboncillo, el grafito y la tinta china. 
Calzadilla, en 1981, decía que este pintor invocaba mucho a Goya y a Rembrandt. Se inclinó por los climas psicológicos y su manera de reflejarlo era a través del dominio del claroscuro. Usó la verosimilitud en el parecido humano, al estilo fantástico y de humor. Las deformaciones y lo monstruoso caracterizaban sus obras. 
De su obra, la GAN tiene en su colección:
- Los vigías (óleo y acrílico sobre madera, 1962)
- La madre, el niño o el velasqueño —de la vida íntima de Penélope— (carboncillo y óleo sobre tela, 1981)
- Estudio de figura (tinta de bolígrafo sobre papel, 1974)
- Rembrandt bruja II (grafito y carboncillo sobre papel, 1979)

## Exposiciones individuales
- Galería Lauro, Caracas 1966
- CVA 1969
- Galería Botto, Caracas 1976
- “Dieciocho años de dibujos”, Galería Viva México, Caracas / Sala de Lectura, Plaza Bolívar, Caracas / Colegio de Abogados del Estado Trujillo, Trujillo 1977
- Casa de Bello, Caracas / “La isla del Tigre”, Galería Viva México, Caracas / “Luis Domínguez Salazar y su isla”, Galería Viva México, Caracas 1978
- “Ilustraciones de Luis Domínguez Salazar”, Galería Aurora, Caracas / “Las Giocondas”, Galería Viva México, Caracas 1979
- “El minotauro”, Galería Julio Arraga, Maracaibo / “¡Oh, Rembrandt!”, Galería Viva México, Caracas 1980
- “Ariadna desnuda”, Escuela de Artes Plásticas Rafael Monasterios, Maracay / “Adiós Adam”, Galería Viva México, Caracas 1981
- “Penélope desvestida por sus pretendientes”, Galería Viva México, Caracas 1982
- “Ifigenia en blue jeans”, Galería Viva México, Caracas 1984
- “Los tarados y las amazonas”, Galería Viva México, Caracas 1986
- “El tigre y las iguanas”, Galería Viva México, Caracas / MACMMA 1987
- Centro Venezolano de Cultura, Embajada de Venezuela, Bogotá / Museo de Cali, Colombia 1988
- “Diana cazadora”, Galería Durban, Caracas 1989
- “La gran Danaide”, Museo de Arte La Rinconada, Caracas 1993
- “Cristóbal Colón más allá de las hespérides”, AVAP 2000
- “La historia según Domínguez Salazar”, Sala Alternativa, La Victoria, Edo. Aragua

## Premios
- Primer premio, IV Trienal de Pintura Realista, Bulgaria 1983
- Premio Nacional de Artes Plásticas, Caracas 1993
- Premio Armando Reverón, AVAP

## Colecciones
- Galería Municipal de Arte, Puerto La Cruz / GAN

- Diccionario de las Artes Visuales en Venezuela

- Datos: Q29122071